# Copland (Betriebssystem)
Copland war ein Projekt ab März 1994 zur Neuentwicklung eines Betriebssystems des Unternehmens Apple. Es sollte die Nachfolge von System 7 auf der Macintosh-Plattform antreten. Als das Projekt jedoch nach über 2 Jahren Entwicklungszeit weder annähernd fertig war, noch stabil lief, wurde es 1997 eingestellt. Einige der Entwicklungen aus Copland wurden daraufhin in das bestehende Mac OS ab Version 7.6 integriert.
Als Name für das fertige System wurde es auch als kommendes System 8, später als Mac OS 8, bezeichnet. Diese Bezeichnung findet sich auch in der letzten veröffentlichten Entwicklerversion D11E4. Das am 26. Juli 1997 veröffentlichte Mac OS 8 ist jedoch nicht aus Copland entstanden, sondern eine weitere Version von System 7, die ursprünglich sogar als Mac OS 7.7 hätte erscheinen sollen.

## Vorgeschichte
Bereits 1988 begann Apple, an einer Nachfolge für die als veraltet geltende Macintosh System Software (damals System 6) zu arbeiten. Bei einem Treffen einiger führender Apple-Manager und -Entwickler im März 1988 wurden auf Karteikarten mit den Farben Blau, Rosa und Rot Ideen für die kommenden Betriebssysteme geschrieben. Auf den blauen Karteikarten wurden die im bestehenden System 6 integrierbaren Weiterentwicklungen aufgeführt, die schließlich als „Project Blue“ („blaues Projekt“) in System 7 mündeten. Auf den pinken Karteikarten wurden Ideen vermerkt, die mit dem bestehenden Betriebssystem, der Macintosh System Software, nicht möglich waren und daher eine Neuentwicklung notwendig machten. Dieses vollkommen neu entwickelte Betriebssystem wurde als „Projekt Pink“ („rosa Projekt“) entwickelt – die Arbeit an beiden Projekten begann zeitgleich bereits 1988. Es kam jedoch zu Streitigkeiten unter den Entwicklern beider Teams, woraufhin das Management die Entwicklung beider Betriebssysteme in ein Team zusammen legte. Die Arbeiten an „Project Blue“ – dem nächsten Apple-Macintosh-Betriebssystem System 7 – hatten jedoch Vorrang. Als 1991 System 7 erschien, war Pink als Betriebssystem immer noch nicht in Sicht. Apple war im gleichen Jahr eine Allianz mit IBM und Motorola eingegangen, um einen Ersatz für den von Motorola stammenden 68000-Prozessor (68k) zu entwickeln. Von IBMs POWER-Architektur wurde ein 32-Bit-Prozessor abgeleitet, der unter dem Namen PowerPC sowohl von IBM als auch von Motorola, nach den Bedürfnissen von Apple, entwickelt und gefertigt werden sollte. Apple machte IBM die gemeinsame Weiterentwicklung von „Pink“ als Betriebssystem für den PowerPC schmackhaft, woraufhin diese unter dem neuen Namen Taligent ab 1991 gemeinsam fortgeführt wurde.
System 7 war indes ein durch und durch für den Motorola 68030 (32 Bit und mit MMU) entwickeltes Betriebssystem – für den PowerPC-Prozessor musste es über einen Mikrokernel, der eine transparente Emulation bot, lauffähig gemacht werden. Die Geschwindigkeitsvorteile des PowerPC gingen durch die notwendige Emulation verloren, sodass sich System 7 auf einem Power Macintosh mit dem schnelleren PowerPC-Prozessor genauso schnell bzw. langsam anfühlte wie auf einem Macintosh mit eigentlich langsamerem 68k-Prozessor.
Apple war daher ab 1991 sehr an einem neuen Betriebssystem gelegen. Mit dem ebenfalls bereits 1988 angedachten „Project Red“ („rotes Projekt“), das auf rote Karteikarten geschriebene Ideen enthielt, die man damals als „pinker than pink“ – „röter als rosa“ – einstufte, hatte Apple ebenfalls kein Glück. Nach dem Ende des Projekts „Star Trek“, einem zwischen 1992 und 1993 auf den Intel 486 portierten System 7.1, wurden die frei gewordenen Ressourcen zwar vorerst in das Projekt „Raptor“ (was als die Umsetzung des „roten Projekts“ gilt) verlagert, doch auch „Raptor“ musste wegen budgetären Kürzungen und Entwicklermangel eingestellt werden.
Projekt „Pink“ wurde ab 1991 mit IBM in der gemeinsamen Tochterfirma Taligent als „TalOS“ auf Basis eines Mach-3-Mikrokernels entwickelt. Doch nur der als Laufzeitumgebung konzipierte Teil wurde unter dem Namen „TalAE“ (Taligent Application Environment) fertig und, da Apple 1995 aus der Entwicklung vollständig ausstieg, von IBM als CommonPoint alleine weiterentwickelt.
Mit MkLinux arbeitete Apple sogar an einem Linux (Kernel ab 1.3, später 2.0) gemeinsam mit dem Research Institute der Open Software Foundation (OSF), das im Mai 1996 als Developer Release für den Power Macintosh veröffentlicht wurde. 1999 zog sich Apple aus der MkLinux-Entwicklung wieder zurück.

### Konkurrenz
1990 war Microsoft mit Windows 3.0, ein der Macintosh System Software ebenbürtiges grafisches Betriebssystem, der Durchbruch auf dem PC-Markt gelungen. 1991 folgte Windows 3.1. Für 1993 plante Microsoft die nächste, 32-bittige und Multitasking-fähige Windows-Generation, die unter dem Projektnamen „Chicago“ entwickelt wurde, auf den Markt zu bringen. „Chicago“ kam zwar erst 1995 als Windows 95, doch erschien 1993 mit Windows NT 3.1 ein Microsoft-Betriebssystem, das bereits Speicherschutz und präemptives Multitasking bot. Apple hingegen war es mit System 7 (1991) nicht möglich, das auf „System 1“ (1984) zurückgehende System um genau diese modernen Funktionen zu erweitern.

## Entwicklung
Da alle bisherigen Versuche, ein vollständig neues, modernes Betriebssystem als Nachfolger von System 7 zu entwickeln, scheiterten, wurde ab 1994 am kommenden „System 8“ unter dem Entwicklungsnamen „Copland“ gearbeitet. Dieser neue Name war bewusst gewählt, um den Neuanfang zu verdeutlichen. Namensgeber für das Projekt war der zeitgenössische Komponist Aaron Copland, da auch vorherige Versionen der Apple-Betriebssysteme interne Projektnamen von klassischen Komponisten erhielten – wie Mozart oder Beethoven.
Das Ziel war, endlich ein natives PowerPC-Betriebssystem mit einem modernen Kernel, der Speicherschutz und präemptives („echtes“) Multitasking beherrschen sollte, zu entwickeln. Der Desktop sollte die bekannte, als „leicht zu bedienend“ beworbene Macintosh-Oberfläche fortführen, jedoch erstmals Mehrbenutzerfähigkeit und eine optisch vollständig anpassbare Oberfläche (Designs) bieten. Auch bereits bestehende Technologien wie OpenDoc, QuickDraw GX, ColorSync, QuickDraw 3D, PowerTalk und PowerShare sollte das Betriebssystem ab Werk bieten. Doch auch die Interoperabilität, also der Austausch von Daten mit DOS und Windows, sollte verbessert werden, während Copland selbst der bestmögliche Netzwerk-Client werden sollte.
Mit System 7 hatte Apple begonnen, das eigene Betriebssystem an andere Hersteller zu lizenzieren. Auch Copland hätte offen lizenzierbar sein und somit nicht nur auf den eigenen Macintosh-Rechnern laufen sollen.

### Technik
Der Kernel des Betriebssystems war der NuKernel – ein Mikrokernel mit Unterstützung für symmetrisches Multiprocessing, präemptives Multitasking, Speicherschutz und verbesserter virtueller Speicherverwaltung, sowie einer Hardwareabstraktionsschicht, die es Apple und weiteren Herstellern erlauben sollte, ein Macintosh-kompatibles System auf unterschiedlicher Hardware zu erstellen.
Der NuKernel wurde von Apple bereits unabhängig von Copland seit 1992 entwickelt, doch gelang es Apple bis zum Schluss nicht, den Kernel zu stabilisieren.
Aufgesetzt auf den NuKernel sollten alle kritischen Subsysteme wie I/O, Netzwerk, Dateisysteme u.d.gl. als Dienst laufen. Zusätzlich sollte Copland einen flexiblen Mechanismus für Systemerweiterungen und Low-level-Mechanismen wie X/Open Transport Interface (OTI), System-V-STREAMS und Data Link Provider Interface (DLPI) bieten.
Als Resultat der Bemühungen, Copland kompatibel mit der bestehenden Macintosh-Programmierschnittstelle und damit mit bestehenden Macintosh-Applikationen zu machen, musste der Speicherschutz wieder gestrichen werden.

### Nachfolge
Zunächst war ein Veröffentlichungsdatum Ende 1995 geplant, das später auf Mitte 1996 und Ende 1997 verschoben wurde. Apple veröffentlichte zumindest zwei Entwicklerversionen: Version D9 im November 1995 und Version D11 im Juni 1996. Diese unfertigen Versionen benötigten jedoch einen Macintosh mit System 7 zur Installation und waren zudem nur mit bestimmten Macintosh-Modellen und bis zuletzt nicht mit bestehenden Macintosh-Applikationen kompatibel. Die Copland-Entwicklung, an der etwa 500 Entwickler arbeiteten und die insgesamt über 250 Mio. Dollar kostete, war jedoch auch 1997 noch nicht fertig und hoffnungslos im Verzug. Apple musste die Macintosh-Benutzer und die Entwickler mit dem gealterten System 7 vertrösten. Gleichzeitig feierte Microsoft mit Windows 95 große Erfolge, und die ersten ernst zu nehmenden Linux-Distributionen tauchten auf dem Markt auf.
Nachdem Apple Copland 1997 einstellte, wurde mit Gershwin ein Projekt als Nachfolge für Copland gestartet. Gershwin hätte den aus Copland gestrichenen Speicherschutz wieder integrieren sollen. Es blieb allerdings allein bei dem Projektnamen, da vermutlich kein Entwickler jemals an dem Projekt gearbeitet hat.
Inspiriert von Microsofts Verschmelzung von MS-DOS und Windows 3.x zu Windows 9x, die nicht einmal ein Jahr Entwicklungszeit in Anspruch genommen hatte, beschloss man bei Apple im Jahr 1997, Copland zu stoppen und so viele Funktionen davon wie möglich in ein überarbeitetes System 7.5 zu integrieren. Die ersten Neuerungen aus dem Copland-Projekt flossen schon in Version 7.6 von Mac OS ein. In Mac OS 8.0 wurden zahlreiche weitere integriert.
Copland-Funktionen, die in das weiterentwickelte Mac OS einflossen, sind u. a.:
- Kontextmenü (Pop-Up-Menüs), ab Mac OS 8
- Mehrfachkopieren (Multithreadingfähigkeit des Finders), ab Mac OS 8
- Design-Themen, ab Mac OS 8.5
- Multi-User-Fähigkeit, ab Mac OS 9

Andere Funktionen, die für Copland geplant waren, wurden dank OPENSTEP (ursprünglich NeXTStep) erst mit Rhapsody verwirklicht:
- präemptives Multitasking, ab Mac OS X
- Speicherschutz, ab Mac OS X
- dynamische Speicherverwaltung, ab Mac OS X

## Versionsgeschichte
Copland gab es nur als geleakte Alpha- bzw. Beta-Version oder als Entwicklervorschau in einem frühen Entwicklungsstadium. Es lief nie stabil und war bis zuletzt nicht mit existierenden Macintosh-Applikationen kompatibel. Nach der Einstellung des Projekts wurde der Name „Mac OS 8“ für das klassische Mac OS 7.7 wiederverwendet und zahlreiche Entwicklungen von Copland in das bestehende Mac OS überführt.
| Version      | Erscheinungs-       | Erscheinungs-       | Bezeichnungen  | Bezeichnungen | Bezeichnungen | Bemerkungen |
| Version      | -datum              | -ort                | Betriebssystem | Codename      | Spezial-Menü  | Bemerkungen |
| ------------ | ------------------- | ------------------- | -------------- | ------------- | ------------- | --- |
| B5C1         | unbekannt (geleakt) | unbekannt (geleakt) | System 8       | Maxwell       |               | Frühe geleakte Alpha-Versionen. |
| D7E1         | unbekannt (geleakt) | unbekannt (geleakt) | System 8       | Maxwell       | SunNFun       | Frühe geleakte Alpha-Versionen. |
| D9           | November 1995       |                     | System 8       | Maxwell       | SpaceAliens   | Wurde auf einer CD mit der Beschriftung „Copland Developer Release: Tools Edition“ an ausgesuchte Entwickler verteilt. Diese Version wies sich als „System Software 8.0d9“ aus, also noch „System 8“ und nicht „Mac OS 8.“                                      |
| D11E4        | Juni 1996           | WWDC                | Mac OS 8       | Maxwell       | Spaz          | Wurde auf zwei CDs verteilt: „Mac OS 8 Driver Development Kit Version 0.4“ und „Mac OS 8 Tour“. Der Name „Mac OS 8“ wurde später für das klassische Macintosh-Betriebssystem Mac OS 7.7 wiederverwendet, welches schließlich als Mac OS 8 veröffentlicht wurde. |
| Alte Version |                     |                     |                |               |               | |

## Kritik
Apple suchte in den 1990er-Jahren nach einer Nachfolgesoftware des veralteten System 7. Copland war dabei ein vielversprechendes Projekt, doch Apple beendete das Projekt bereits nach 3 Jahren, mit dem Argument, dass die Entwicklung zu viel Zeit in Anspruch nehmen würde. Ende 1997 wurde letztendlich NeXT übernommen und ein Nachfolge-Betriebssystem entwickelt, das 2001 als Mac OS X auf den Markt kam. NeXT hatte mit OPENSTEP bereits ein stabiles Betriebssystem, dennoch dauerte es offenbar mehr als 4 Jahre, um dieses Betriebssystem Macintosh-kompatibel zu machen. Unklar bleibt, wie viel der Vorarbeit, die bei Apple in den zahlreichen Projekten von Pink über Star Trek, Raptor, MkLinux und Copland geleistet wurde, für Mac OS X verwendet werden konnte und ob Copland, hätte es noch weitere Entwicklungszeit erhalten, nicht doch noch hätte stabilisiert werden können.

## Erbe
Apple wollte mit dem NuKernel einen modernen Mikrokernel für ein modernes Betriebssystem programmieren, schaffte es aber nicht, diesen zu stabilisieren. Nach der Übernahme von NeXT und dessen Betriebssystem wurde der Kernel von OPENSTEP in XNU umbenannt, was auch als Mac OS X NuKernel gedeutet wurde. Dies sollte verdeutlichen, dass Apple mit dem Zukauf endlich den erhofften stabilen Mikrokernel in der Hand hatte.